# Dealul Vulpii-Botoaia (Ochiul de Stepă)

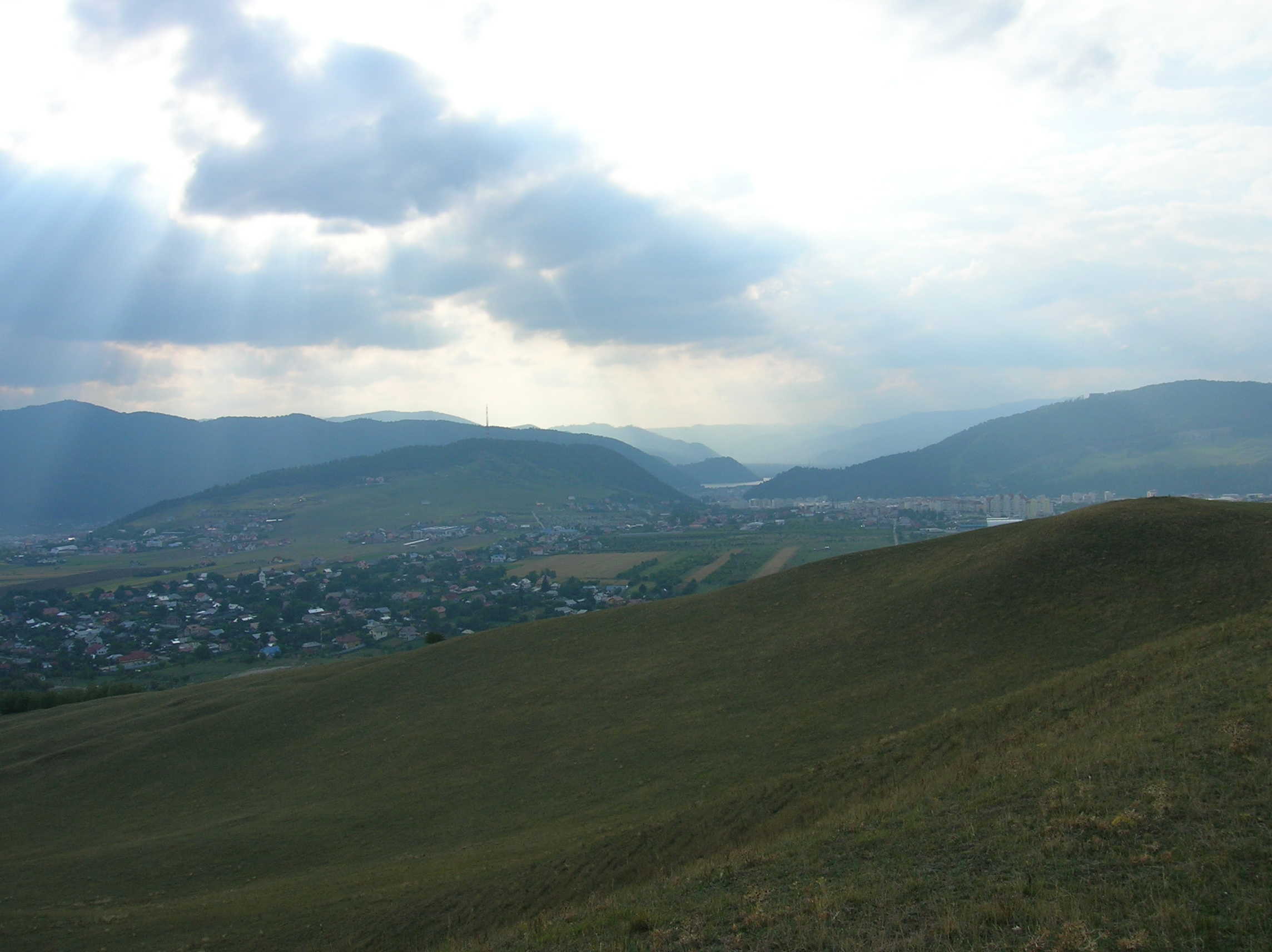
Privind de pe culme spre Depresiunea Bistriței

Dealul Vulpii-Botoaia (cunoscută și sub numele de Ochiul de Stepă) este o arie protejată de interes național ce corespunde categoriei a IV-a IUCN (rezervație naturală de tip floristic), situată în județul Neamț pe teritoriul administrativ al orașului Piatra Neamț.

## Localizare
Aria naturală cu o suprafață de 2 hectare, se află în partea estică a orașului Piatra Neamț pe versantul sud-vestic al dealului Vulpea (478 m), la o altitudine cuprinsă între 370 și 420 m pe un sol de tip brun de pădure în degradare (cernoziom cambic tipic și argilodiluvial). Are o formă elipsoidală pe direcția NV-SE și este situată în imediata apropiere a cartierului Ciritei la circa 1 km sud-est de acesta. Are ca vecini la vest cartierul menționat lângă care se găsește fosta cariera de argilă a fabricii Zonoceram, la nord DN15D și la est dealul Boțoaia, iar la sud pajiștile și terenurile de cultură ale satului Izvoare și cartierului Vânători. 

## Descriere

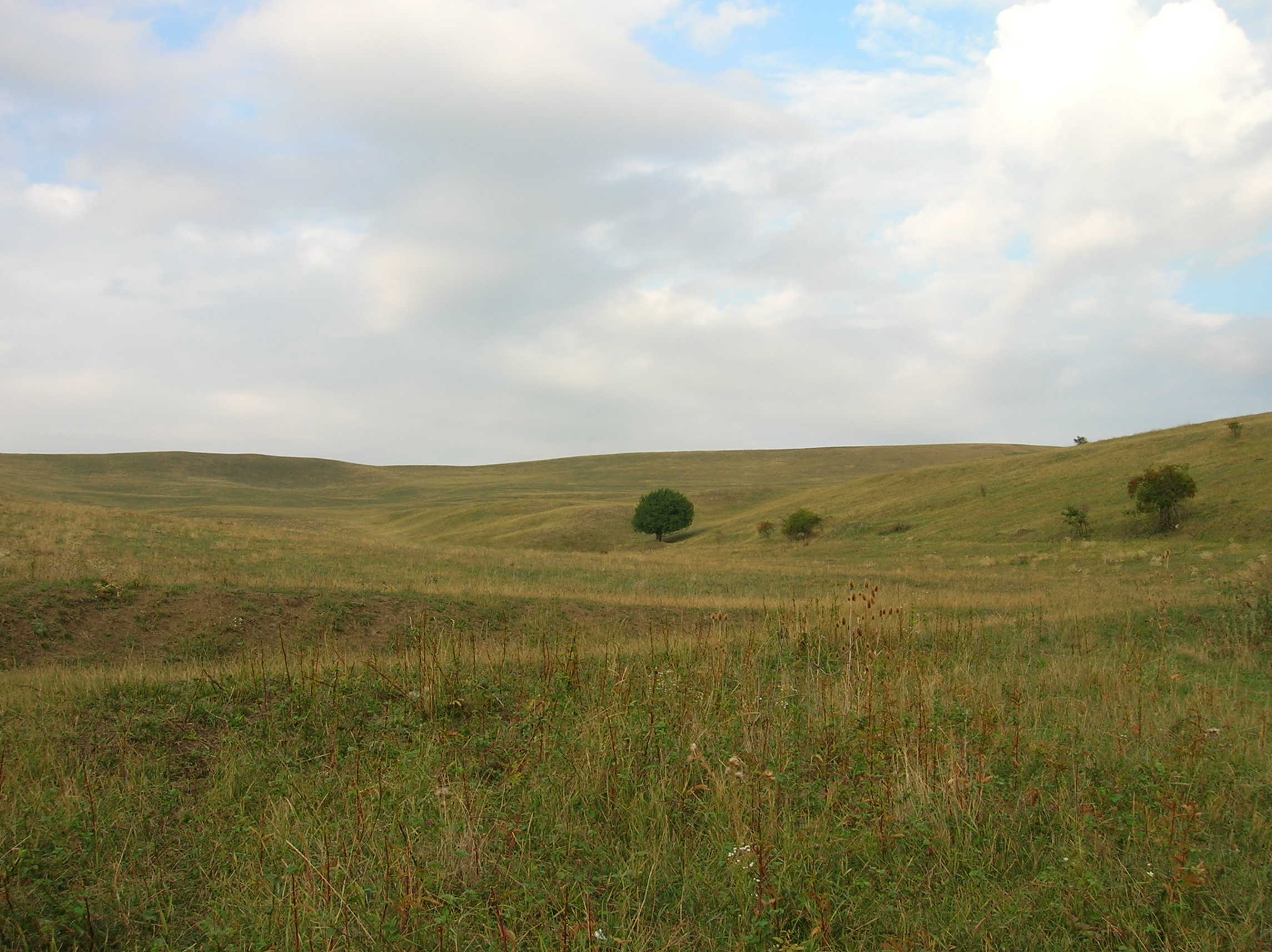
Spre culme

Din fâneața seculară cu o suprafață de 44 ha s-a stabilit un regim de arie protejată numai pentru 2 ha, rezervația naturală fiind declarată  prin Legea nr.5 din 6 martie 2000 (privind aprobarea Planului de amenajare a teritoriului național - Secțiunea a III-a - zone protejate).
Aici vegetează mai multe elemente floristice xerofite de stepă ilustrate de 28 de specii specifice acesteia, printre care colilia (Stipa stenophyla), păiușul (Festuca valesiaca), amăreala (Polygala major), sânzienele (Galium vernum), precum și o specie din familia Ranunculaceae, știută sub denumirea populară de rușcuță de primăvară (Adonis vernalis).
Vegetația regiunii se încadrează zonei forestiere (etajul pădurilor de foioase cu stejar și fag) de silvostepă (cu specii însoțitoare din stepă) și stepă (ochiuri de stepă). Pajiștile primare xeromezofitice și xerofitice se încadrează sub aspect floristic în provincia dacică, regiunea eurosiberiană și central-europeană. Elementele euroasiatice cu predominență netă, s-au interferat în diferite  etape  fitoistorice cu elementele central-europene, cu un număr redus de elemente mediteraneene și carpato-balcanice.

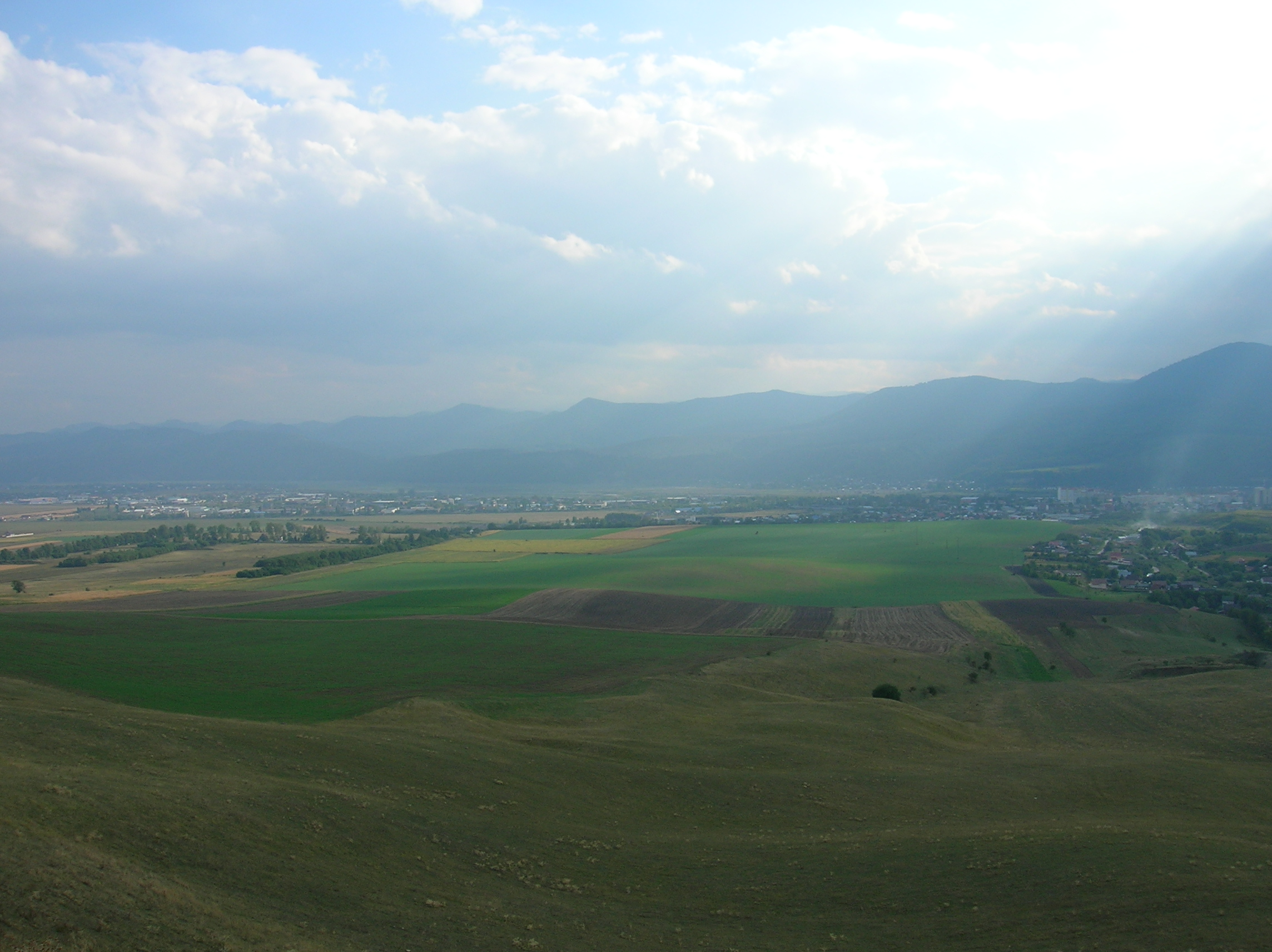
Spre bază

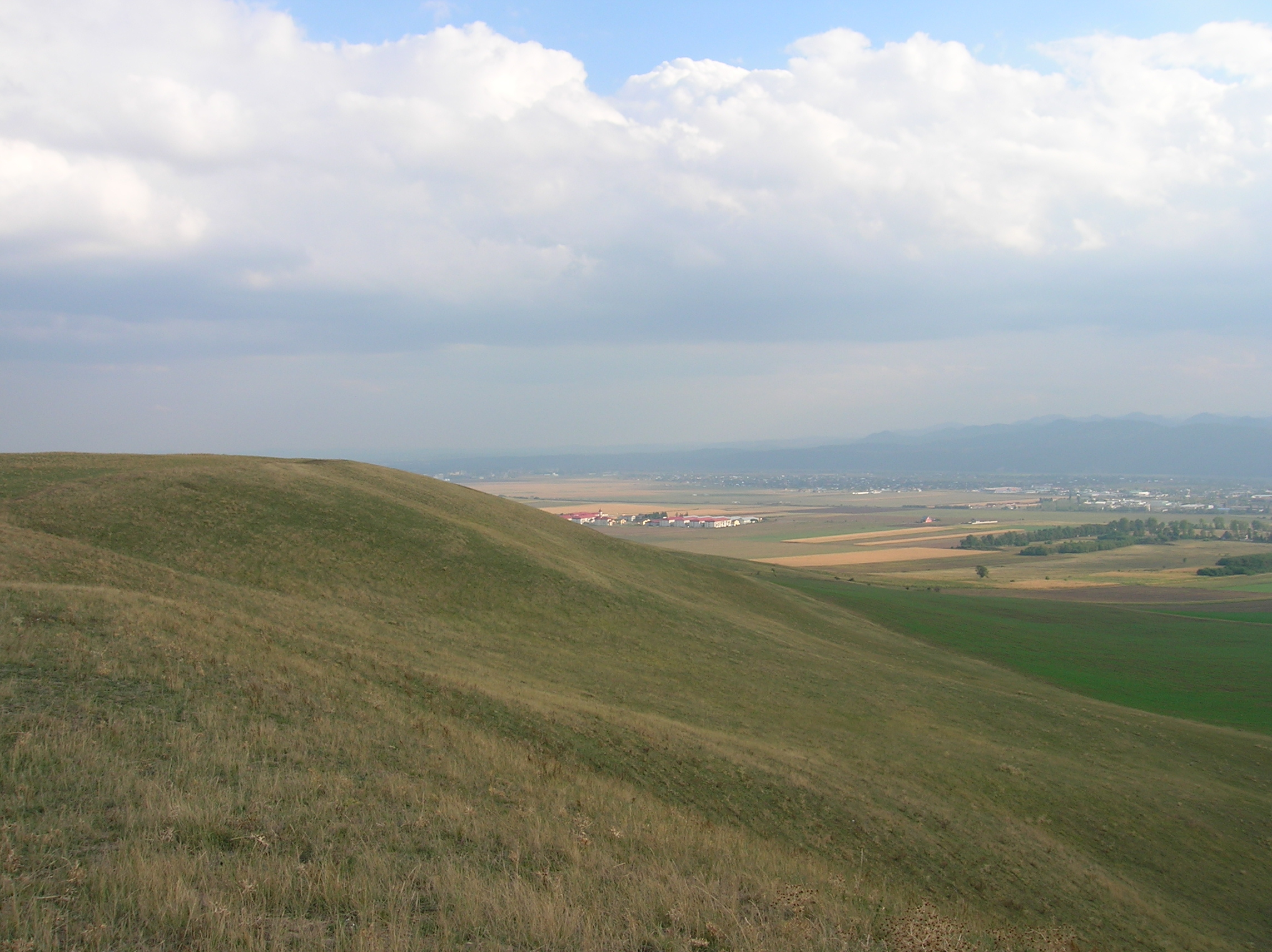
...și mai departe